# Bouesse
Pour les articles homonymes, voir Bouesse.
Bouesse est une commune française située dans le département de l'Indre, en région Centre-Val de Loire.

## Géographie

### Localisation
La commune est située dans le sud du département, dans la région naturelle de la Brenne.
Les communes limitrophes sont : Mosnay (4 km), Gournay (5 km), Maillet (5 km), Buxières-d'Aillac (6 km), Velles (9 km) et Arthon (9 km).
Les communes chefs-lieux et préfectorales sont : Argenton-sur-Creuse (13 km), Châteauroux (22 km), La Châtre (23 km), Issoudun (44 km) et Le Blanc (47 km).

### Hameaux et lieux-dits
Les hameaux et lieux-dits de la commune sont : les Molles, les Patras, les Touchettes, la Verrerie, les Braies, le Champ Buron et Fontpart.

### Géologie et hydrographie
La commune est classée en zone de sismicité 2, correspondant à une sismicité faible.

### Climat
Pour des articles plus généraux, voir Climat du Centre-Val de Loire et Climat de l'Indre.
En 2010, le climat de la commune est de type climat océanique dégradé des plaines du Centre et du Nord, selon une étude du CNRS s'appuyant sur une série de données couvrant la période 1971-2000. En 2020, Météo-France publie une typologie des climats de la France métropolitaine dans laquelle la commune est exposée à un climat océanique altéré et est dans la région climatique  Ouest et nord-ouest du Massif Central, caractérisée par une pluviométrie annuelle de 900 à 1 500 mm, maximale en automne et en hiver.
Pour la période 1971-2000, la température annuelle moyenne est de 11,6 °C, avec une amplitude thermique annuelle de 15,4 °C. Le cumul annuel moyen de précipitations est de 796 mm, avec 11,7 jours de précipitations en janvier et 7,3 jours en juillet. Pour la période 1991-2020, la température moyenne annuelle observée sur la station météorologique de Météo-France la plus proche, « Jeu-les-Bois-Auto », sur la commune de Jeu-les-Bois à 10 km à vol d'oiseau, est de 12,0 °C et le cumul annuel moyen de précipitations est de 746,6 mm,. Pour l'avenir, les paramètres climatiques de la commune estimés pour 2050 selon différents scénarios d'émission de gaz à effet de serre sont consultables sur un site dédié publié par Météo-France en novembre 2022.

### Voies de communication et transports
Le territoire communal est desservi par les routes départementales : 12, 21, 30A, 45, 45B et 927.
La gare ferroviaire la plus proche est la gare d'Argenton-sur-Creuse, à 13 km.
Bouesse est desservie par la ligne I du Réseau de mobilité interurbaine.
L'aéroport le plus proche est l'aéroport de Châteauroux-Centre, à 32 km.

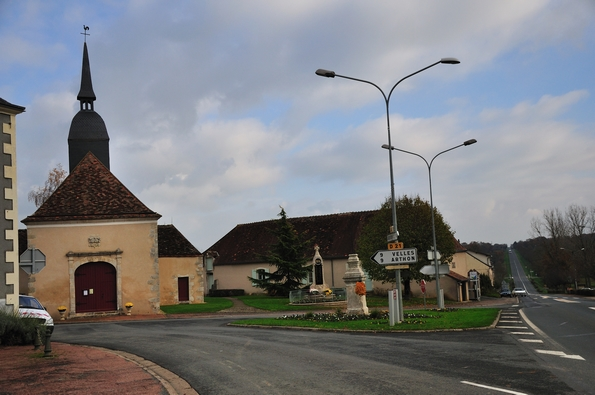
La place de l'Église en 2010.

## Urbanisme

### Typologie
Au 1er janvier 2024, Bouesse est catégorisée commune rurale à habitat très dispersé, selon la nouvelle grille communale de densité à sept niveaux définie par l'Insee en 2022.
Elle est située hors unité urbaine. Par ailleurs la commune fait partie de l'aire d'attraction de Châteauroux, dont elle est une commune de la couronne,. Cette aire, qui regroupe 71 communes, est catégorisée dans les aires de 50 000 à moins de 200 000 habitants,.

### Occupation des sols
L'occupation des sols de la commune, telle qu'elle ressort de la base de données européenne d’occupation biophysique des sols Corine Land Cover (CLC), est marquée par l'importance des territoires agricoles (95,2 % en 2018), une proportion identique à celle de 1990 (95,2 %). La répartition détaillée en 2018 est la suivante : 
prairies (47,9 %), terres arables (29,6 %), zones agricoles hétérogènes (17,6 %), forêts (4,8 %). L'évolution de l’occupation des sols de la commune et de ses infrastructures peut être observée sur les différentes représentations cartographiques du territoire : la carte de Cassini (XVIIIe siècle), la carte d'état-major (1820-1866) et les cartes ou photos aériennes de l'IGN pour la période actuelle (1950 à aujourd'hui).

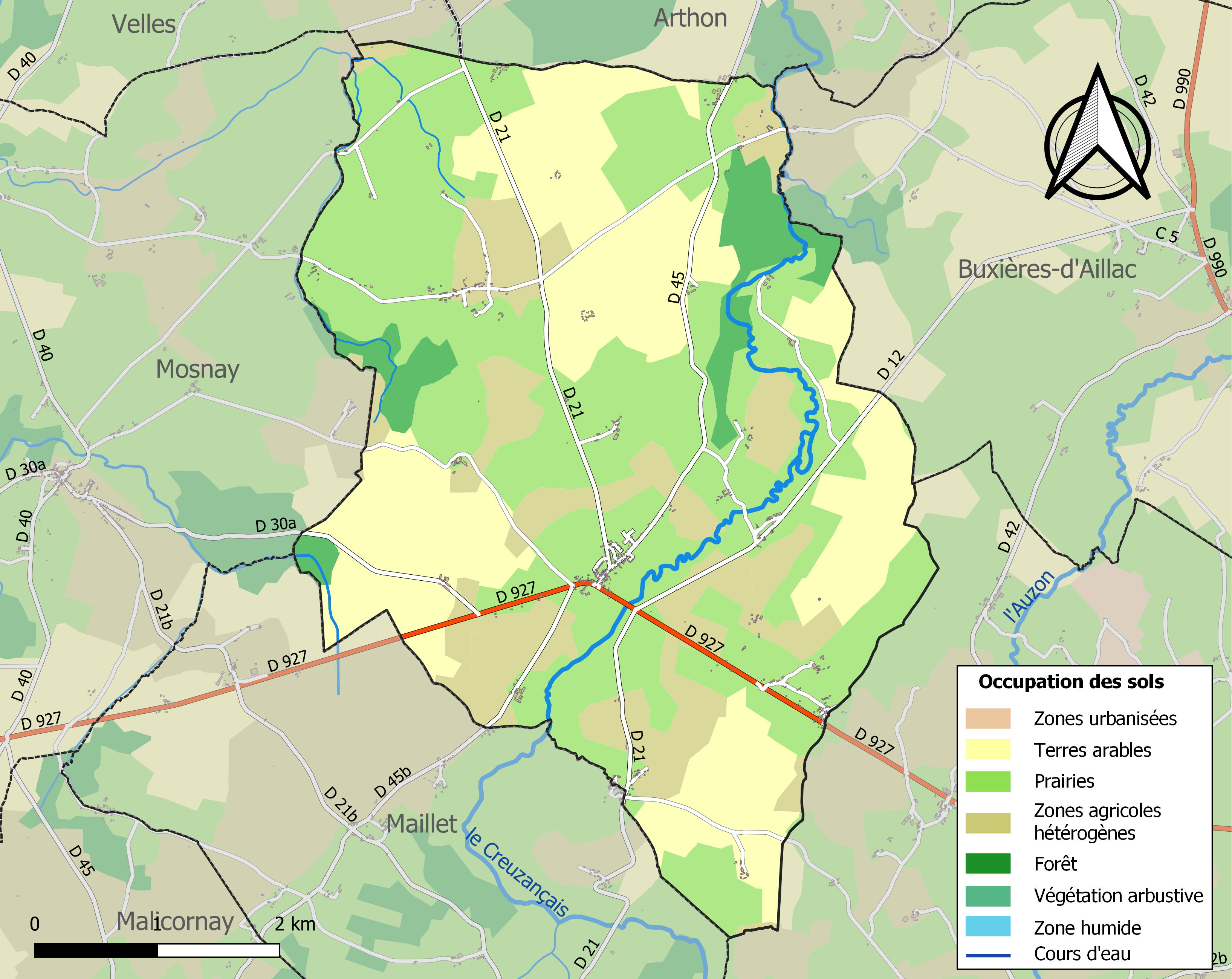
Carte des infrastructures et de l'occupation des sols de la commune en 2018 (CLC).

### Logement
Le tableau ci-dessous présente le détail du secteur des logements de la commune :
| Date du relevé                                              | 2013   | 2015   |
| Nombre total de logements                                   | 226    | 244    |
| Résidences principales                                      | 74,2 % | 74,6 % |
| Résidences secondaires                                      | 10 %   | 9,8 %  |
| Logements vacants                                           | 15,8 % | 15,6 % |
| Part des ménages propriétaires de leur résidence principale | 86,3 % | 86,3 % |

### Risques majeurs
Le territoire de la commune de Bouesse est vulnérable à différents aléas naturels : météorologiques (tempête, orage, neige, grand froid, canicule ou sécheresse) et séisme (sismicité faible). Un site publié par le BRGM permet d'évaluer simplement et rapidement les risques d'un bien localisé soit par son adresse soit par le numéro de sa parcelle.

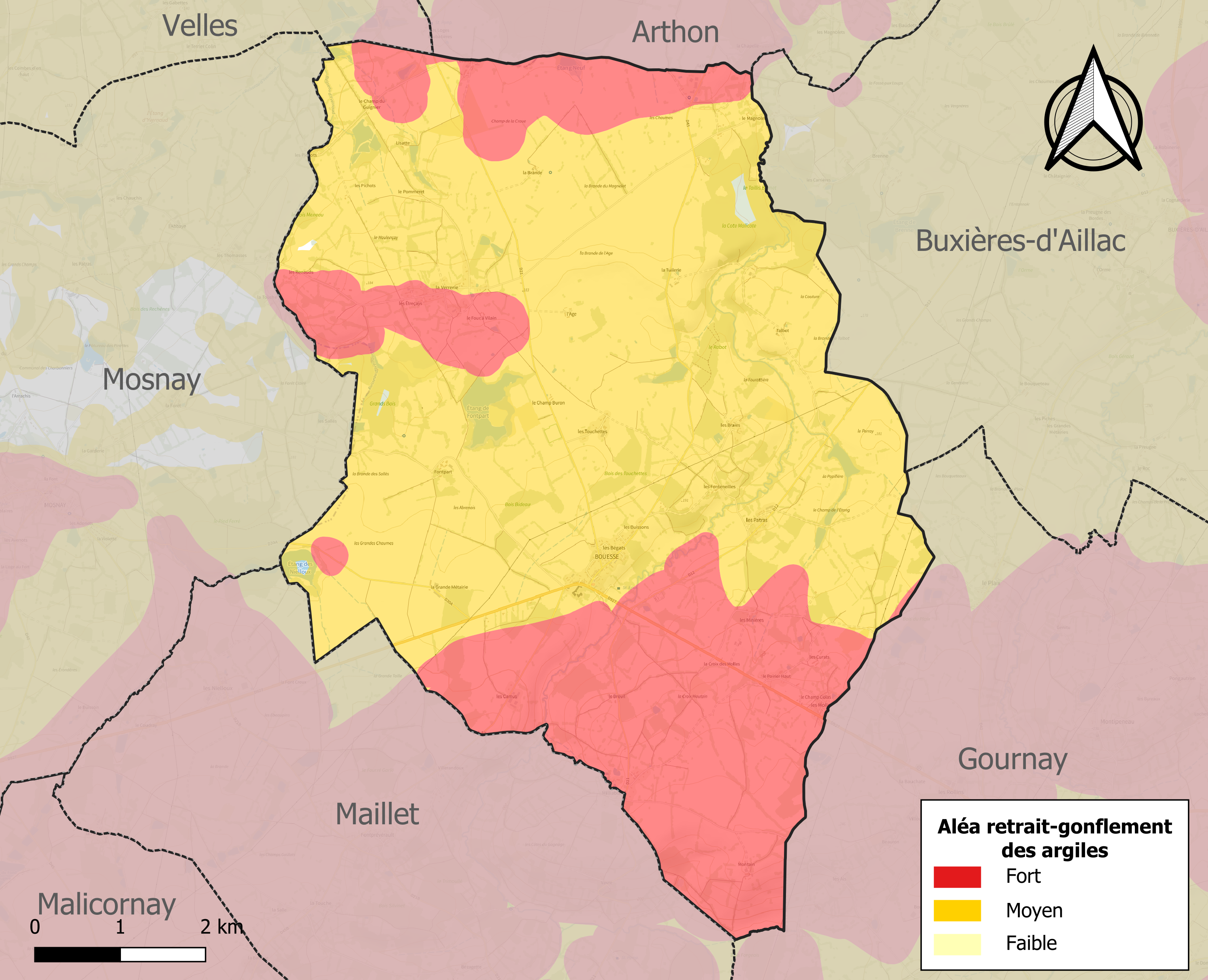
Carte des zones d'aléa retrait-gonflement des sols argileux de Bouesse.

Le retrait-gonflement des sols argileux est susceptible d'engendrer des dommages importants aux bâtiments en cas d’alternance de périodes de sécheresse et de pluie. 99,7 % de la superficie communale est en aléa moyen ou fort (84,7 % au niveau départemental et 48,5 % au niveau national). Sur les 250 bâtiments dénombrés sur la commune en 2019, 250 sont en aléa moyen ou fort, soit 100 %, à comparer aux 86 % au niveau départemental et 54 % au niveau national. Une cartographie de l'exposition du territoire national au retrait gonflement des sols argileux est disponible sur le site du BRGM,.
Concernant les mouvements de terrains, la commune a été reconnue en état de catastrophe naturelle au titre des dommages causés par la sécheresse en 2018 et 2019 et par des mouvements de terrain en 1999.

## Toponymie
Le nom de la commune apparaît au XIIe siècle sous la forme Villa de Boesses, puis Fortalecia de Boesses en 1239, Capellanus de Boisses en 1282, Boesses en 1422 et 1565, Église parrochiale de Boesses en 1570, et enfin de Boesiis en 1648.
Le toponyme dérive probablement du latin buxea (« terre à buis »), formé à partir de buxus, le buis. Il désignerait ainsi un lieu caractérisé par la présence de buis.

## Histoire
La commune fut aussi rattachée du 27 décembre 1993 au 31 décembre 2016 à la communauté de communes du pays d'Argenton-sur-Creuse.

## Politique et administration
La commune dépend de l'arrondissement de Châteauroux, du canton d'Argenton-sur-Creuse, de la deuxième circonscription de l'Indre et de la communauté de communes Éguzon - Argenton - Vallée de la Creuse.
Elle dispose d'un bureau de poste.
| Période                                  | Période   | Identité        | Étiquette | Qualité              |
| ---------------------------------------- | --------- | --------------- | --------- | -------------------- |
| avant 1995                               | ?         | Michel Duhail   | DVD       |                      |
| mars 2001,                               | mars 2008 | René Ballereau  |           |                      |
| mars 2008,                               | 2020      | Chantal Cogne   | DVD       | Responsable d'agence |
| 2020                                     | En cours  | Dominique Cogne |           |                      |
| Les données manquantes sont à compléter. |           |                 |           |                      |

## Population et société

### Démographie
L'évolution du nombre d'habitants est connue à travers les recensements de la population effectués dans la commune depuis 1793. Pour les communes de moins de 10 000 habitants, une enquête de recensement portant sur toute la population est réalisée tous les cinq ans, les populations de référence des années intermédiaires étant quant à elles estimées par interpolation ou extrapolation. Pour la commune, le premier recensement exhaustif entrant dans le cadre du nouveau dispositif a été réalisé en 2005.

En 2022, la commune comptait 388 habitants, en évolution de −10,39 % par rapport à 2016 (Indre : −3 %, France hors Mayotte : +2,11 %).
| 1793 | 1800 | 1806 | 1821 | 1831 | 1836 | 1841 | 1846 | 1851 |
| ---- | ---- | ---- | ---- | ---- | ---- | ---- | ---- | ---- |
| 420  | 400  | 333  | 412  | 481  | 541  | 485  | 512  | 470  |

| 1856 | 1861 | 1866 | 1872 | 1876 | 1881 | 1886 | 1891 | 1896 |
| ---- | ---- | ---- | ---- | ---- | ---- | ---- | ---- | ---- |
| 514  | 518  | 602  | 589  | 634  | 708  | 767  | 783  | 799  |

| 1901 | 1906 | 1911 | 1921 | 1926 | 1931 | 1936 | 1946 | 1954 |
| ---- | ---- | ---- | ---- | ---- | ---- | ---- | ---- | ---- |
| 796  | 842  | 819  | 764  | 710  | 680  | 655  | 676  | 590  |

| 1962 | 1968 | 1975 | 1982 | 1990 | 1999 | 2005 | 2006 | 2010 |
| ---- | ---- | ---- | ---- | ---- | ---- | ---- | ---- | ---- |
| 522  | 465  | 416  | 430  | 416  | 398  | 394  | 391  | 370  |

| 2015 | 2020 | 2022 | - | - | - | - | - | - |
| ---- | ---- | ---- | - | - | - | - | - | - |
| 422  | 396  | 388  | - | - | - | - | - | - |

### Enseignement
La commune dépend de la circonscription académique de La Châtre.

### Médias
La commune est couverte par les médias suivants : La Nouvelle République du Centre-Ouest, Le Berry républicain, L'Écho - La Marseillaise, La Bouinotte, Le Petit Berrichon, L'Écho du Berry, France 3 Centre-Val de Loire, Berry Issoudun Première, Vibration, Forum, France Bleu Berry et RCF en Berry.

## Économie
La commune se situe dans l’aire urbaine de Châteauroux, dans la zone d’emploi de Châteauroux et dans le bassin de vie d'Argenton-sur-Creuse.
La commune se trouve dans l'aire géographique et dans la zone de production du lait, de fabrication et d'affinage du fromage Valençay.

## Culture locale et patrimoine

### Lieux et monuments
- Château de Bouesse, jadis propriété des Gaucourt. Au XXe siècle, il appartient aux Poussielgue-Rusand puis aux Gaignault.
- Église Saint-Étienne.
- Monument aux morts

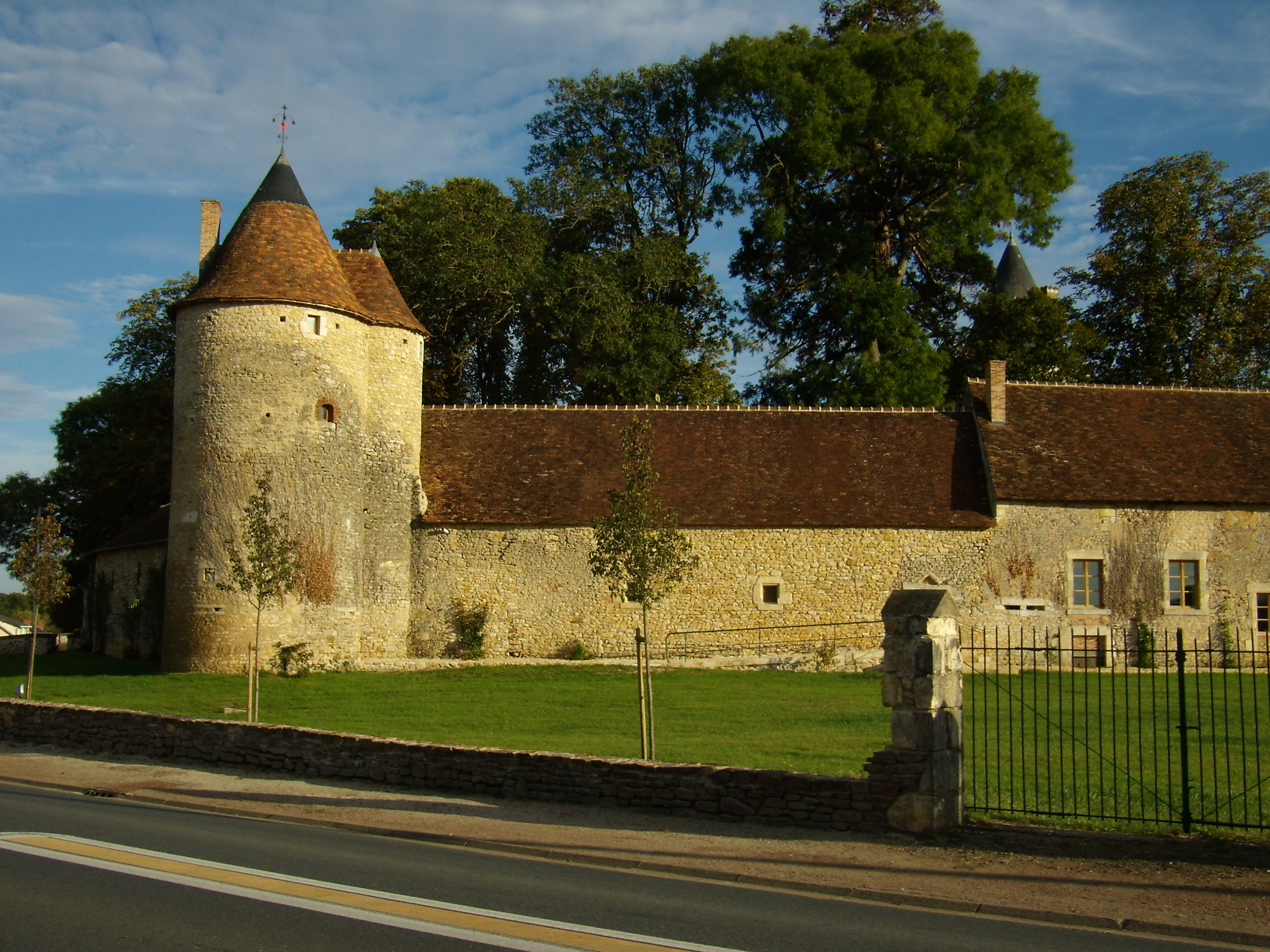
Le château en 2010.

### Personnalités liées à la commune
- Silvain Gabriel Nicolas de Montaignac (lieutenant-général des armées du roi, lieutenant pour le Roi au gouvernement du Haut et Bas Berry. "Chevalier seigneur d'Etansannes" (1755)) et Marie Alberte de GAUCOURT, mariés à Bouesse le 25 février 1745.
- Jean-Frédéric Journaux (1820-1872), inventeur.
- Marguerite Pinès de Merbitz, née au château de Bouesse (1845-1931), peintre française.
- Clément et Clémentine Lavillonnière, Juste parmi les nations.

### Héraldique, logotype et devise
| Blason de Bouesse | Blason  | D'hermine à deux bars adossés de gueules.                             |
| Blason de Bouesse | Détails | Blason des Gaucourt. Le statut officiel du blason reste à déterminer. |